# Tetraopini
Tetraopini – plemię chrząszczy z rodziny kózkowatych i z podrodziny zgrzypikowych. 

## Zasięg występowania
Przedstawiciele tego plemienia występują w Ameryce Północnej i Południowej od płd. Kanady po płn. Argentynę.

## Systematyka
Do Tetraopini należy 96 gatunków i 3 rodzaje:
- Mecasoma
- Phaea
- Tetraopes